# Cueva de la Momia
Cueva de la Momia es un sitio arqueológico en la región de la Ciudad Madera, al oeste del estado mexicano de Chihuahua. Se ubica al pie de un altísimo acantilado sobre la barranca del Arroyo del Venado, un poco antes del lugar en donde se une con el Río Chico; en las inmediaciones del Cañón Huápoca, se encuentra una serie de cuevas en donde se dice que hay varias momias.
En el sitio, en las barrancas de Huápoca, en la Sierra Tarahumara, hogar de los rarámuri, no muy lejos de Ciudad Madera en las hermosas serranías de la Sierra Madre del Estado de Chihuahua, se descubrió in situ y a la entrada de la cueva, el cuerpo momificado de una persona adulta, posiblemente femenina, en perfecto estado de conservación y con detalles sorprendentes como piel, pelo, uñas, y hasta algunos de sus dientes.
El sitio recibió su nombre porque se decía que dentro de ella había varias momias. Lo cual fue totalmente cierto, aunque hubo destrucción por vándalos, se pudo salvar una que se puede ver en perfecto estado de conservación en el Museo del Capitán Leal, en Ciudad Madera. La cavidad tiene dos pisos, en los que pueden verse algunos restos arqueológicos. Tiene dos niveles, el superior fue un conjunto habitacional.
Esta momia descansa, en una sala del museo especial que está junto al motel “Real del Bosque” en las afueras de Ciudad Madera, el cual fue construido ex profeso por el Capitán Leal, dueño del motel.

## Primeras Investigaciones de la zona
En 1898, el explorador noruego Carl Lumholtz, dio las primeras noticias sobre cuevas con casas en la región de Madera, en la parte norte de la Sierra Tarahumara. Descubrió varios sitios, entre ellos la Cueva del Garabato, conocida actualmente como las Cuarenta Casas.
Posteriormente, varios antropólogos y arqueólogos exploraron someramente la región, concentrándose sobre todo en los alrededores de cuarenta Casas. Casi todos ellos publicaron los resultados de sus estudios;
- H.A. Carey en 1931.

- E.B. Sayles en 1936

- A.V. Kidder en 1939,

- R.H. Lister en 1946 y 1958

- Eduardo Contreras en 1959

- Arturo Guevara en 1986,

- David Pearson, Fernando Sánchez M. Y D, Phillips en 1990.

Sin embargo, aún es muy poco lo que se conoce sobre las cuevas con casas, y su exploración y estudio sistemático apenas se está iniciando.

## La Zona de Madera
Madera fue un aserradero donde se trabaja la madera extraída en los bosques cercanos; pero sus mayores atractivos son las cuevas milenarias en su alrededor, las cuales sirvieron de habitación y refugio a los habitantes de la cultura Paquimé, quienes construyeron sus viviendas dentro de ellas.
Existen varias zonas arqueológicas de la cultura Paquimé, en esta zona, a partir del Municipio de Madera. Las cuevas más importantes de Madera son:

### Huápoca
Se encuentra a 36 kilómetros al oeste de Madera, por terracería.
Las cuevas de Huápoca consisten en Cueva de la Serpiente y Nido del águila. Son consideradas las más impresionante en acantilado. Conserva estructuras íntegras.
Tiene magníficas vistas del cañón de Huápoca.

#### Cueva de la Serpiente
Tiene 14 viviendas de adobe de más de mil años de antigüedad.

#### Nido del águila
Solo tiene una vivienda, en el borde de un acantilado, bajo un saliente rocoso, motivo de su nombre.

### Cueva Grande
Se encuentra a 66 kilómetros al oeste de Madera, por terracería. Cueva Grande se esconde en los pliegues de la tierra y está oculta por ramas de árboles.
La boca de la cueva es tiene una cascada que cae desde la cima de la cueva a una alberca y fluye río abajo. Hay dos viviendas de 800 años de antigüedad, de dos pisos que proporcionan buenos ejemplos de las técnicas de construcción de la época. También hay una zona de almacenamiento de grano redondo detrás de la estructura más cercana a la boca de la cueva.

### La Ranchería
Complejo de cuevas, 50 kilómetros al sur de Madera.

### Cueva del Puente
45 kilómetros al norte de Madera

### Cuarenta Casas
Cuevas El Garabato o Cueva de Las Ventanas, conocidas como Cuarenta Casas por la gran cantidad de recintos precolombinos que hay en su interior. Construidos entre los años 1,060 y 1,205 dC, habrían cumplido la función de viviendas para los hombres de la cultura Paquimé.
Dentro de este conjunto de cuevas (localizadas en el arroyo El Garabato) destacan Las Ventanas, con una interesante cantidad de construcciones y la Cueva Grande, resguardada por una pequeña cascada.

### Nuevos Hallazgos
En uno de los cañones laterales al río Papigochi, hacia el suroeste de Ciudad Madera, se encuentra un conjunto que fue habitado por comunidades antiguas que construyeron casas en las cuevas y los abrigos rocosos. Estos sitios son tan seguros que hasta la fecha se encuentran prácticamente intactos.
Ninguna de estas cuevas se puede ver fácilmente, la única manera de darse cuenta de que existen, es cuando está en ellas.

#### Cueva de los Fierros
Se encuentra a media ladera del cañón en una pared casi vertical. Su amplitud es de unos 30 m y alberga un conjunto de cuando menos 10 cuartos construidos con adobe, algunos de ellos de dos pisos. Todo el conjunto cuenta con una base de cimiento, como una terraza, sobre la cual fueron hechos los cuartos, cuyas ventanas tienen forma de paleta o “T”, típica de la cultura paquimé.
Casi todas las habitaciones están semidestruidas; los techos aún conservan la estructura de madera original, y en el interior localizamos algunas herramientas de piedra como raspadores, cuchillos, metates, algunos fragmentos de cerámica y otros objetos que no pudimos identificar. Abundaban los olotes, señal de que eran consumidores de maíz y de que aquí lo almacenaban.

#### Cueva de la Puerta
A unos cientos de metros de la primera cueva, se localiza otra, también se encuentra a media pared del cañón. Su amplitud es de alrededor de 25m y presenta vestigios de unos 12 cuartos o recintos, en los cuales se aprecia el vandalismo de los buscadores de tesoros, que destruyeron parcialmente pisos y paredes.
Se puede apreciar cómo se construían las casas en la antigüedad. Se construían con una especie de trenzado con varas y ramas de algunos árboles locales, principalmente el táscate (nombre local para algunas especies de juníperos) y el fresno, y sobre este trenzado le iban dando forma a las paredes con adobe. El trenzado se encuentra también conservado que los amarres con que fue hecho están intactos. Existen dos tipos de amarres; uno hecho con la fibra de la palmilla (una de las especies de agave de la región) y el otro con una rama que la gente llama sawarique. En uno de los cuartos se puede observar el piso original de la vivienda, hecho de adobe tan bien trabajado que por lo liso parecía emparejado con cemento. El techo y las paredes de los cuartos están negros, probablemente por la acumulación de hollín y humo de fogatas que a través de cientos de años se hicieron allí. Frente a la cueva de la Puerta, al otro lado del cañón, existe otra cavidad con casas, es más pequeña con solo tres recintos, pero muy bien conservados.
Medio kilómetro más arriba hay una pequeña cueva con una solitaria y pequeña casa en muy buen estado. Por la excelente vista del cañón desde ahí, probablemente este lugar fue un punto de observación o de vigilancia.

## Antecedentes culturales
Grupos humanos cazadores-recolectores llegaron a la región desde el norte, probablemente Mogollón, Anasazi o Hohokam, siguiendo la Sierra Madre Occidental; utilizaron vegetales, aprovecharon las especies animales menores, como los guajolotes; ocuparon la sierra y gradualmente se dispersaron a lo largo de los ríos, dando lugar a la Cultura Paquimé o de Casas Grandes, cuyos primeros pobladores fueron recolectores en proceso de sedentarización.
Se han encontrado evidencias de la cultura Mogollón, fragmentos de cerámica sencilla y otros materiales de tipo suntuario, más escasos, propios de la cultura Paquimé. Los constructores del sitio debieron ser aldeanos que además de aprovechar intensamente el medio ambiente, como puede verse en los vestigios localizados en los recintos, cultivaron el maíz, calabaza y frijol, para ello establecieron un sistema de aprovechamiento comunal.
Existen importantes evidencias de los pobladores nativos del norte de México, de la cultura Casas Grandes, subregión de la cultura mogollón, junto con la Anasazi y la Hohokam conforman el área de Oasisamérica. La región cultural del norte es conocida en México como Gran Chichimeca, y en Estados Unidos se le llama Suroeste Americano.
Sitios de esta cultura se localizan en el estado de Chihuahua; Paquimé era la cabeza y centro comercial de la región. Los primeros asentamientos de esta cultura están fechados en 1000 a. C. (desde el Arcaico Tardío); su apogeo se dio entre 1261 y 1300 d. C., y su desaparición ocurrió en 1450 d. C.
La difícil naturaleza de esta zona formó los rasgos distintivos de sus habitantes; quienes pasaron de ser cazadores-recolectores nómadas a sedentarios, agricultores y explotación de animales.
Los sitios de esta cultura se encuentran desde la costa del océano Pacífico hasta la Sierra Madre Occidental, pasando por todo tipo de entorno ecológico y climático.

## El Sitio
La cueva está al pie de un acantilado vertical y desde su entrada se tiene una excelente vista. La cavidad consta de dos niveles, y en ambos se encuentran numerosos vestigios arqueológicos. En el nivel superior existen más de 10 cuartos de adobe, la mayoría muy bien conservados. El primer nivel es solamente un abrigo rocoso; para llegar al segundo nivel, se usa una escalera improvisada, después se sube por una rampa entre piedras que conduce al segundo nivel. En este hay una amplia ventana desde la cual se disfruta de una hermosa vista del cañón. La cavidad no es muy amplia, pero sí un excelente resguardo. Al borde mismo del precipicio, junto a la ventana, se encuentran los restos de un antiguo cuarto de adobe. En el piso de ese cuarto, semienterrada, localizamos la momia de la que tanto nos habían hablado.
En la entrada de otra de las casas de adobe se encuentran restos de otra momia, éstos muy maltratados por los vándalos. Se encontraba buena parte de la osamenta y restos de la manta y los petates con que fue envuelta. Desde hace un par de años algunos estudiosos de la Universidad Autónoma de Ciudad Juárez denunciaron ante el INAH este hallazgo, pero hasta la fecha no ha habido respuesta.

### Habitaciones
En los dos niveles interiores, se encuentran vestigios arqueológicos en ambos lados.
En el nivel superior, se encontró un conjunto de pequeñas casitas hechas de lodo y zacate que habían sido construidas al abrigo de la caverna.
Estos valiosos rastros de la cultura Paquimé, parte de la llamada Oasisamérica, están en grave riesgo dada la cercanía que se tiene con Estados Unidos, donde los compradores de antigüedades están ávidos de éstas piezas; y no puedo dejar de mencionar con tristeza, que el abandono por parte del gobierno es también responsable de la situación.

### La Momia
En su interior se encontró el cuerpo momificado de un hombre adulto, el cual estaba rodeado de ofrendas como cerámicas, utensilios de piedra, tallos y mazorcas de maíz tierno (elotes).
Actualmente la momia se encuentra en el Museo del Capitán Leal, en la ciudad Madera. Su estado de conservación es excelente.
Esta momia, hace tiempo ya había sido encontrada por los vándalos buscadores de tesoros, y por fortuna abandonada en el piso de la habitación de una de las orillas, mientras con voracidad escarbaban afanosamente en el extremo opuesto.
Destruyeron todo con lo que se toparon, incluyendo algunas otras momias que se encontraban en el lugar, dejando regados por todo el lugar fragmentos inutilizados. Vasijas hermosamente decoradas con figuras geométricas al Estilo Paquimé fueron destrozadas para encontrar los tesoros supuestamente escondidos en ellas. Arrasaron con los vestigios de fogatas y alimentos desechados que serían testigos fieles de su manera de vivir el día con día.
Por suerte, este ejemplar fue recuperado casi intacto, para ser enviado a buen resguardo y así poder efectuar estudios posteriores que revelen usos y costumbres de quienes llegaron hace miles de años.